# Notre-Dame-de-Commiers
Notre-Dame-de-Commiers település Franciaországban, Isère megyében. Lakosainak száma 527 fő (2022. január 1.). Notre-Dame-de-Commiers Vif, Saint-Martin-de-la-Cluze, Monteynard, Notre-Dame-de-Vaulx és Saint-Georges-de-Commiers községekkel határos.

## Népesség
A település népességének változása:
| Lakosok száma | 118  | 216  | 377  | 452  | 460  | 479  | 518  | 520  | 543  | 527  |
|               | 1968 | 1982 | 1999 | 2006 | 2012 | 2015 | 2017 | 2018 | 2020 | 2022 |